# Trödelmarkt (Nürnberg)
Der Trödelmarkt ist ein Platz in Nürnberg. Er liegt auf der nach ihm benannten Trödelmarktinsel in der Pegnitz im Westen der Altstadt zwischen Maxbrücke und Fleischbrücke. Die Insel ist über die Karlsbrücke sowie über den Henkersteg im Südwesten und den Schleifersteg im Nordosten mit dem Festland verbunden. Im Nordwesten spannt sich eine zum Henkerturm gehörige Brücke, in der eine rechtsgeschichtliche Ausstellung über das Leben und die Arbeit des Henkers gezeigt wird.

## Geschichte

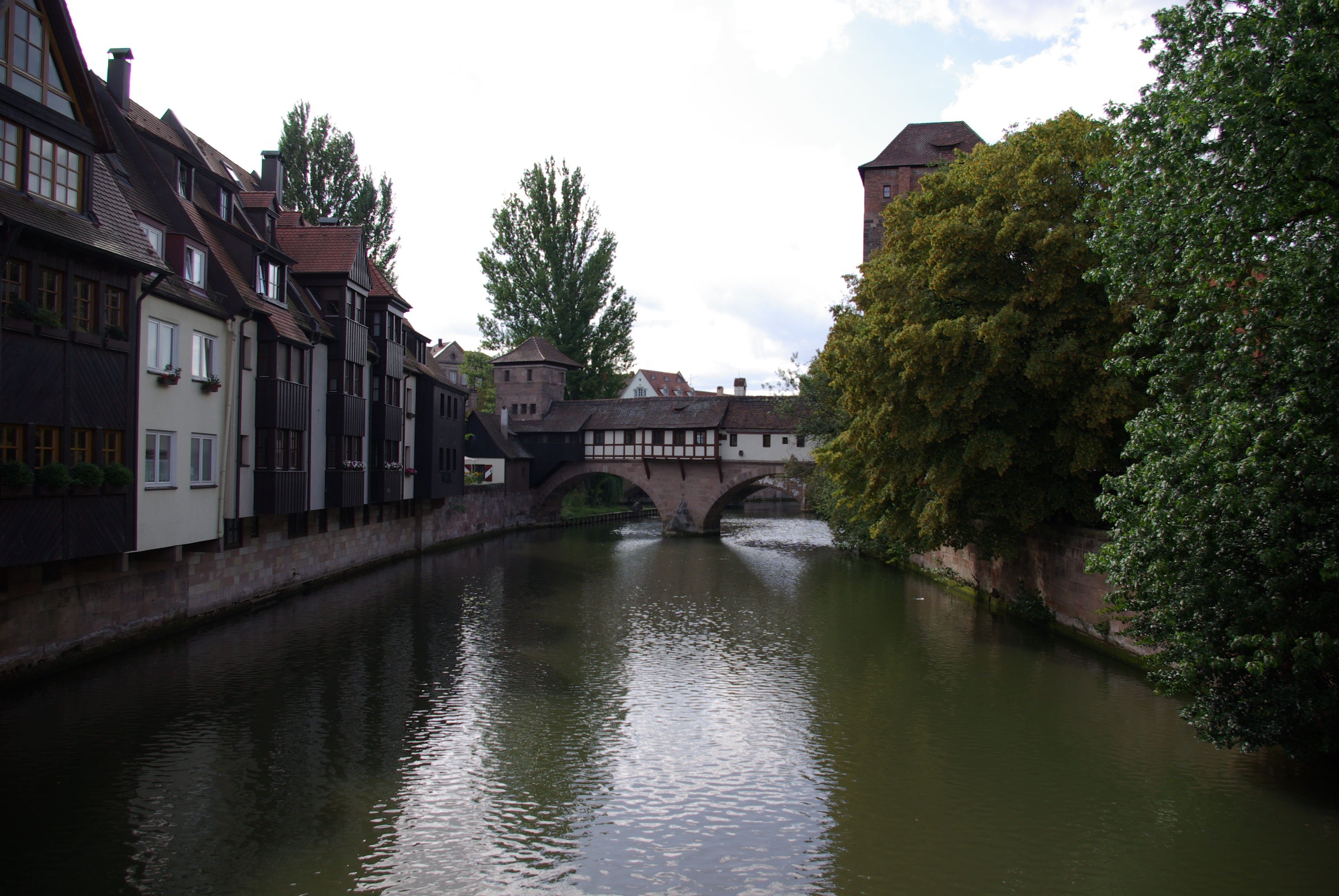
Blick von der Karlsbrücke zur Henkerbrücke. Links im Bild die Häuserzeilen des Trödelmarktes

Als man in den Jahren 1320 bis 1325 die beiden vormals getrennten Stadtbefestigungen der Lorenzer und Sebalder Altstadtseite über die Pegnitz hinweg vereinigte, wurde an der Westspitze der Insel der sogenannte Henkerturm als Teil der Befestigungsanlagen errichtet.
Ein Markt wurde auf der Insel schon im Mittelalter abgehalten. Damals wurden dort Schweine gehandelt, weswegen man den Platz Säumarkt nannte. Im Jahr 1444 errichtete man ein Fleischhaus, die sogenannte Kleine Fleischbank auf der Insel, zusätzlich zu den bereits bestehenden Fleischbänken an der Südwestseite des Hauptmarktes. Das neu errichtete Fleischhaus beinhaltete 19 neue Fleischbänke und 32 Fleischbänke für Metzger, die nicht aus Nürnberg kamen.
Seit 1440 wurden auf der Insel und in deren näherer Umgebung Schleifmühlen betrieben.
Ab dem 16. Jahrhundert begannen die Bürger der Sebalder (nördlichen) Altstadtseite auf der Insel mit dem Handel von Alt- und Gebrauchtgegenständen. Deswegen wurde der Säumarkt 1809/1810 in Trödelmarkt umbenannt. Das Fleischhaus musste einer Markthalle weichen, die 1895–1897 dort errichtet wurde.
Die charakteristische Bebauung – schmale Häuserzeilen mit vorgelagerten Verkaufsständen – wurde bei Bombenangriffen im Zweiten Weltkrieg vollkommen zerstört. Beim Wiederaufbau nach dem Krieg versuchte man, die alten Bauformen nachzuempfinden.
Seit 2001 ist der Trödelmarkt Spielstätte beim Bardentreffen.
Im November 2021 wurde das westliche Ende des Trödelmarkts in Bratwurstgasse umbenannt.